# Eshref Frashëri
Eshref Frashëri też jako: Eshtref bej Frashëri (ur. 15 października 1874 we wsi Frashër k. Përmetu, zm. 17 października 1938 w Tiranie) – albański polityk i inżynier, wicepremier rządu Albanii w 1920, przewodniczący parlamentu w latach 1922-1924.

## Życiorys
Był synem Dyrmisha Frashëriego i kuzynem Abdyla i Naima. Ukończył szkołę w Korczy, a następnie odbył studia inżynieryjne (inżynieria budownictwa) w Stambule. w czasie studiów związał się z albańskim ruchem narodowym. Po studiach pracował jako inżynier w Turcji. W 1913 wrócił do Albanii i założył organizację narodową Krahu Kombētar (Skrzydło Narodowe). W czasie I wojny światowej internowany przez Czarnogórców. Jako przedstawiciel Komitetu Obrony Narodowej Kosowa w 1920 został wysłany na kongres albańskich działaczy narodowych w Lushnji, który miał doprowadzić do reaktywacji albańskiej państwowości. Na kongresie Frashëri został wybrany wicepremierem nowego rządu i ministrem robót publicznych.
W maju 1920 rząd albański wysłał go do Korczy z misją porozumienia z dowództwem garnizonu francuskiego, stacjonującego w tym mieście. Celem misji było przejęcie miasta z rąk francuskich, zanim uczynią to wojska greckie. W Korczy Frashëri wystąpił na wiecu, proklamując przyłączenie Autonomicznej Albańskiej Republiki Korczy do nowego państwa albańskiego.
W latach 1921–1934 związany politycznie z Ahmedem Zogu i kierowaną przez niego Partią Ludową (Partia e Popullit). W 1922 opracował pierwszy plan zagospodarowania przestrzennego Tirany. W październiku 1923 przewodniczył delegacji albańskiej, która udała się do Ankary w celu nawiązania stosunków dyplomatycznych z Republiką Turcji.
W latach 1922–1924 pełnił funkcję przewodniczącego parlamentu. W 1925 uzyskał mandat senatora i we wrześniu objął funkcję przewodniczącego senatu. W tym samym czasie ujawniono spisek przeciwko prezydentowi Zogu, kierowany przez jego szwagra Ceno bega Kryeziu. Frashëri był powiązany ze spiskowcami i po jego ujawnieniu podał się do dymisji, a następnie wyjechał na Korfu. W 1932 powrócił do kraju i ponownie został wybrany do parlamentu. W lutym 1938 zasiadał w radzie nadzorczej włosko-albańskiego przedsiębiorstwa eletrycznego SITA. Zmarł nagle w Tiranie. Pochowany na stołecznym cmentarzu bektaszyckim.
Imię Frashëriego nosi jedna z ulic w północno-zachodniej części Tirany.